# Mistrovství světa v zápasu řecko-římském 1994
Mistrovství světa v zápasu řecko-římském proběhlo v Tampere, Finsko v roce 1994.

## Výsledky
| Kategorie | Podrobnosti | Zlato                      | Stříbro                  | Bronz                      |
| --------- | ----------- | -------------------------- | ------------------------ | -------------------------- |
| -48 kg    | podrobně    | Wilbert Sánchez (CUB)      | Alexandr Pavlov (BLR)    | Gela Papašvili (GEO)       |
| -52 kg    | podrobně    | Alfred Ter-Mkrtčjan (GER)  | Natig Ejvazov (AZE)      | Andrij Kalašnykov (UKR)    |
| -57 kg    | podrobně    | Jurij Melnyčenko (KAZ)     | Alexandr Ignatěnko (RUS) | Dennis Hall (USA)          |
| -62 kg    | podrobně    | Sergej Martynov (RUS)      | Ivan Ivanov (BUL)        | Włodzimierz Zawadzki (POL) |
| -68 kg    | podrobně    | Islam Dugučijev (RUS)      | Ghani Yalouz (FRA)       | Biser Georgiev (BUL)       |
| -74 kg    | podrobně    | Mnacakan Iskandarjan (RUS) | Józef Tracz (POL)        | Torbjörn Kornbakk (SWE)    |
| -82 kg    | podrobně    | Thomas Zander (GER)        | Tuomo Karila (FIN)       | Valerij Cileňť (BLR)       |
| -90 kg    | podrobně    | Giorgi Koguašvili (RUS)    | Vjačeslav Olijnyk (UKR)  | Maik Bullmann (GER)        |
| -100 kg   | podrobně    | Andrzej Wroński (POL)      | Bakur Gogitydze (GEO)    | Giorgi Saldadze (UKR)      |
| -130 kg   | podrobně    | Alexandr Karelin (RUS)     | Héctor Milián (CUB)      | Petro Kotok (UKR)          |